# 今山大師寺
今山大師寺（いまやまだいしじ）とは、宮崎県延岡市の今山の山頂にある寺。山号は蓬莱山（ほうらいさん）。本尊は高さ約30 cmの弘法大師木像。地元ではもっぱら「今山大師」と呼ばれ、日本一大きいとされる弘法大師空海の青銅製立像と、空海の命日である旧暦の3月21日の前後に毎年行われる「今山大師祭」で有名。

## 歴史
「今山大師寺」は以前あった蓬莱山善龍寺の奥の院にあたる。延岡城下の発願により、天保10年（1839年）に高野山金剛峯寺から弘法大師の尊像を勧請したもの（天保11年と表記もあり）。
天保10年（1839年）、高野山金剛峯寺から高さ約30 cmの空海の木像を勧進し、当時今山にあった善龍寺の一角に大師庵を築き安置したのが始まりと伝えられる。1911年（明治44年）大師山開山工事が竣工、1915年（大正4年）4月に叡山教会今山大師支部を設置、大正7年に大師堂が建立され、昭和24年に単立の今山大師寺を設立、1957年（昭和32年）大師銅像を建立。

## 行事・祭事
大師祭りとは「お大師さん」こと弘法大師を弔い、家内安全、身体健康を祈る目的で催される行事である。
まつりを開催するに至った経緯として、天保10年（1839年）、延岡で蔓延した疫病から人々を救おうと、ひとりの住職が高野山から「お大師」を担ぎ、祀ったことで疫病が治った。そのことから、延岡の人たちの感謝や祈願の思いからお大師の命日を祀ろうとしたことが始まりである。

## 文化財
- 本尊・弘法大師座
- 今山開山記念碑
- 延岡空襲殉難碑
- 花塚
- 筆塚
- 髪塚
- 東京読売ジャイアンツ監督・長嶋茂雄植樹碑
- 子安弘法大師
- 今山伏見稲荷大明神
- お砂踏み
- 友情の句碑

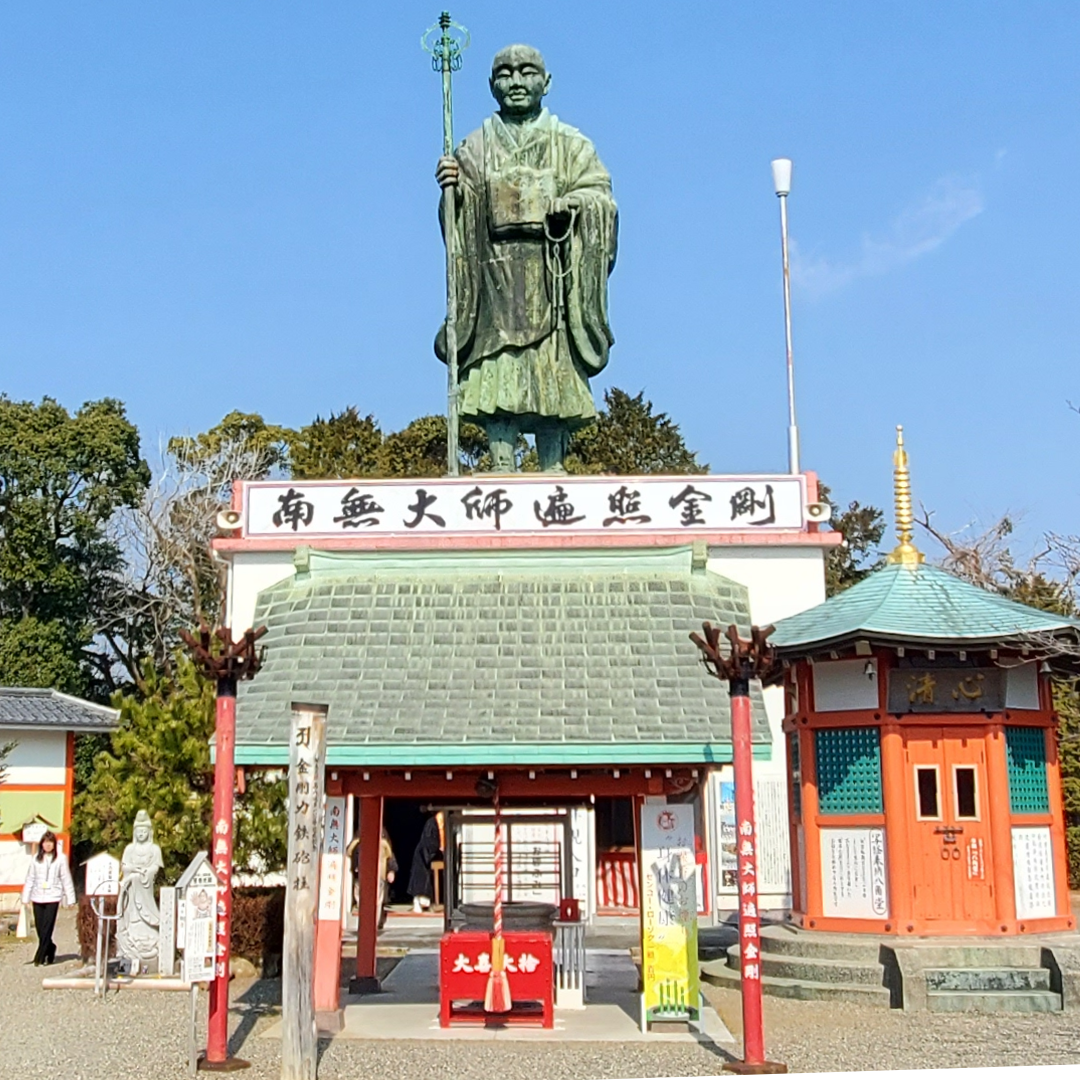
弘法大師銅像
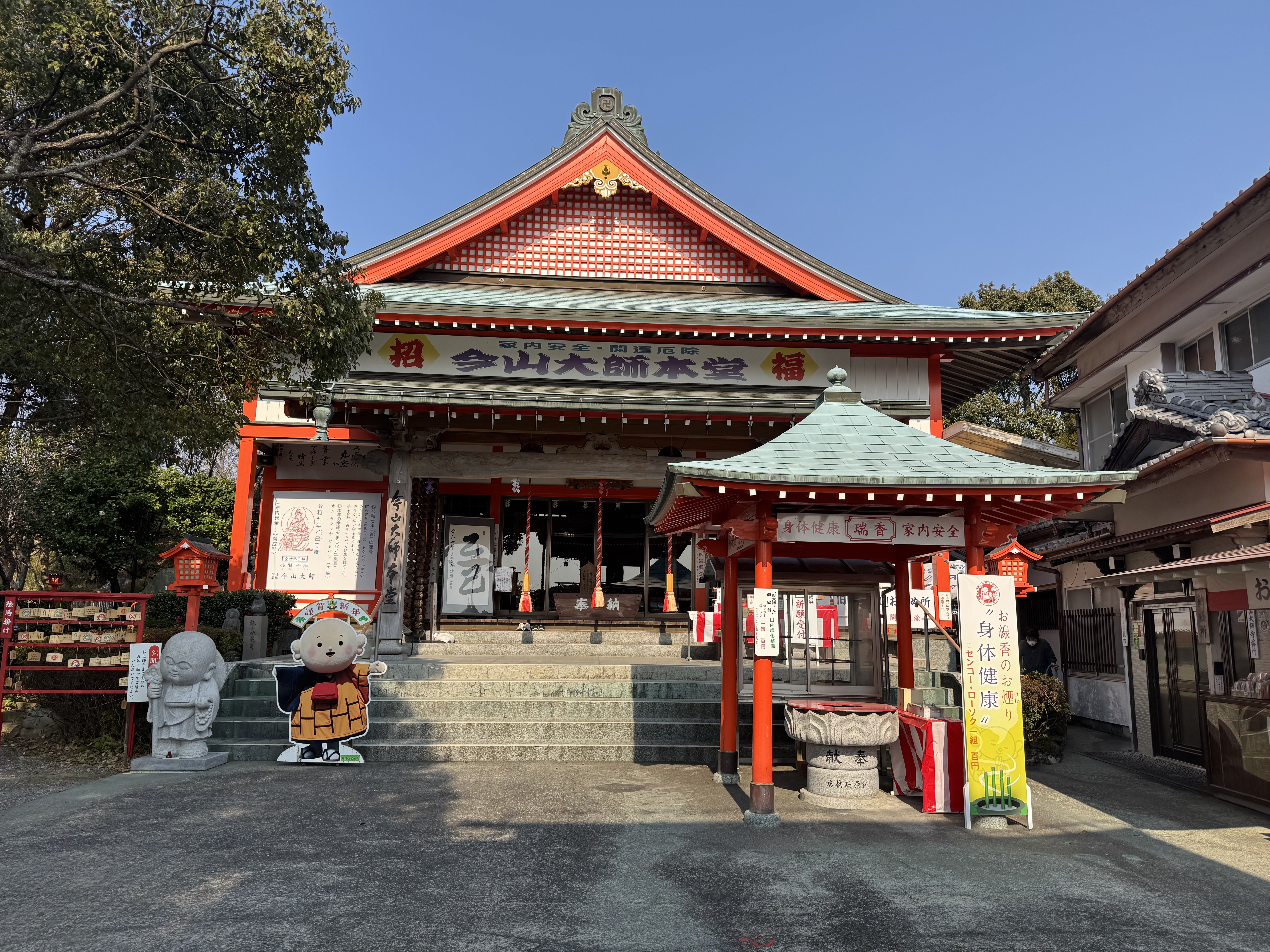
今山大師寺本堂
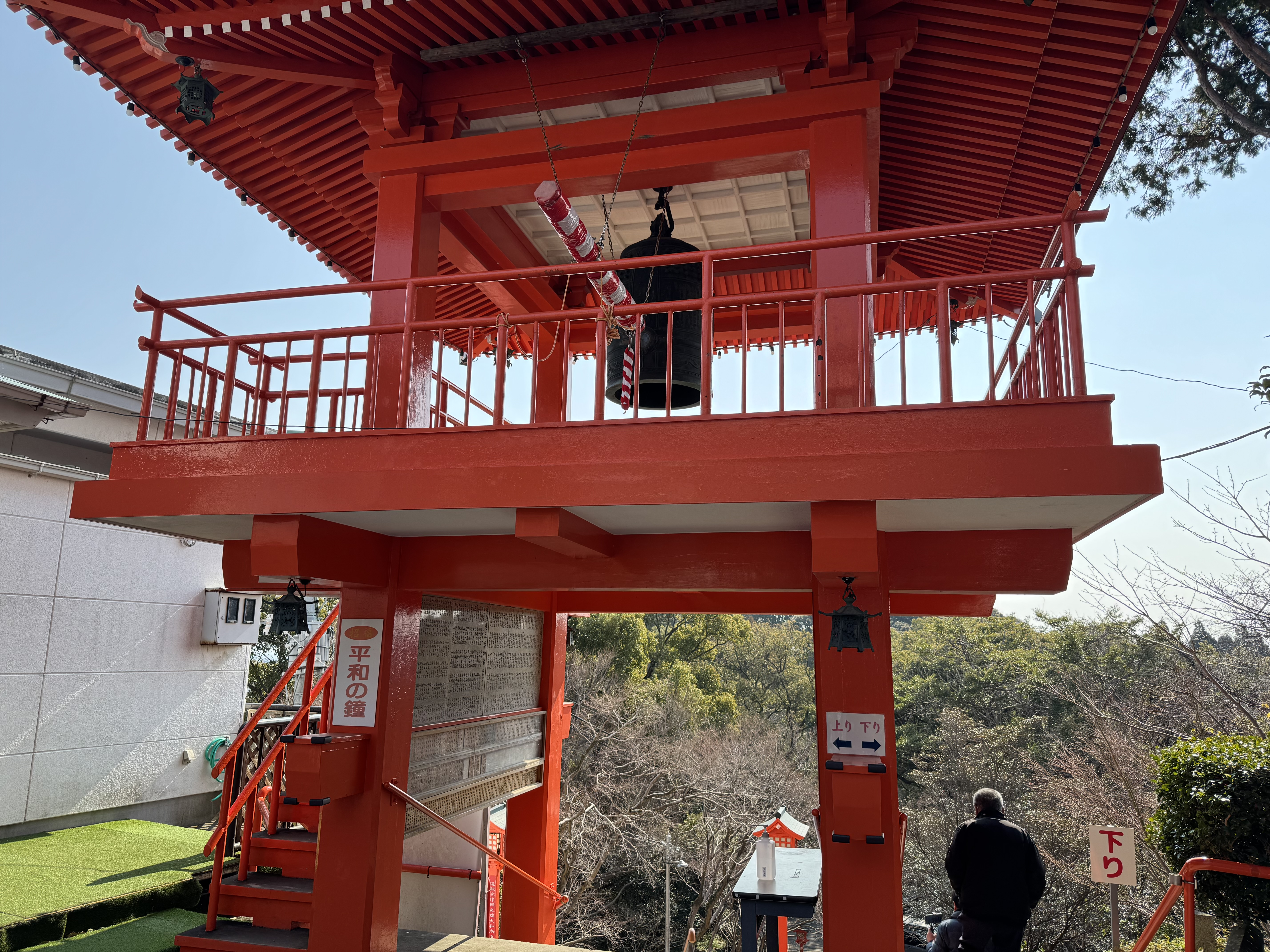
鐘つき堂
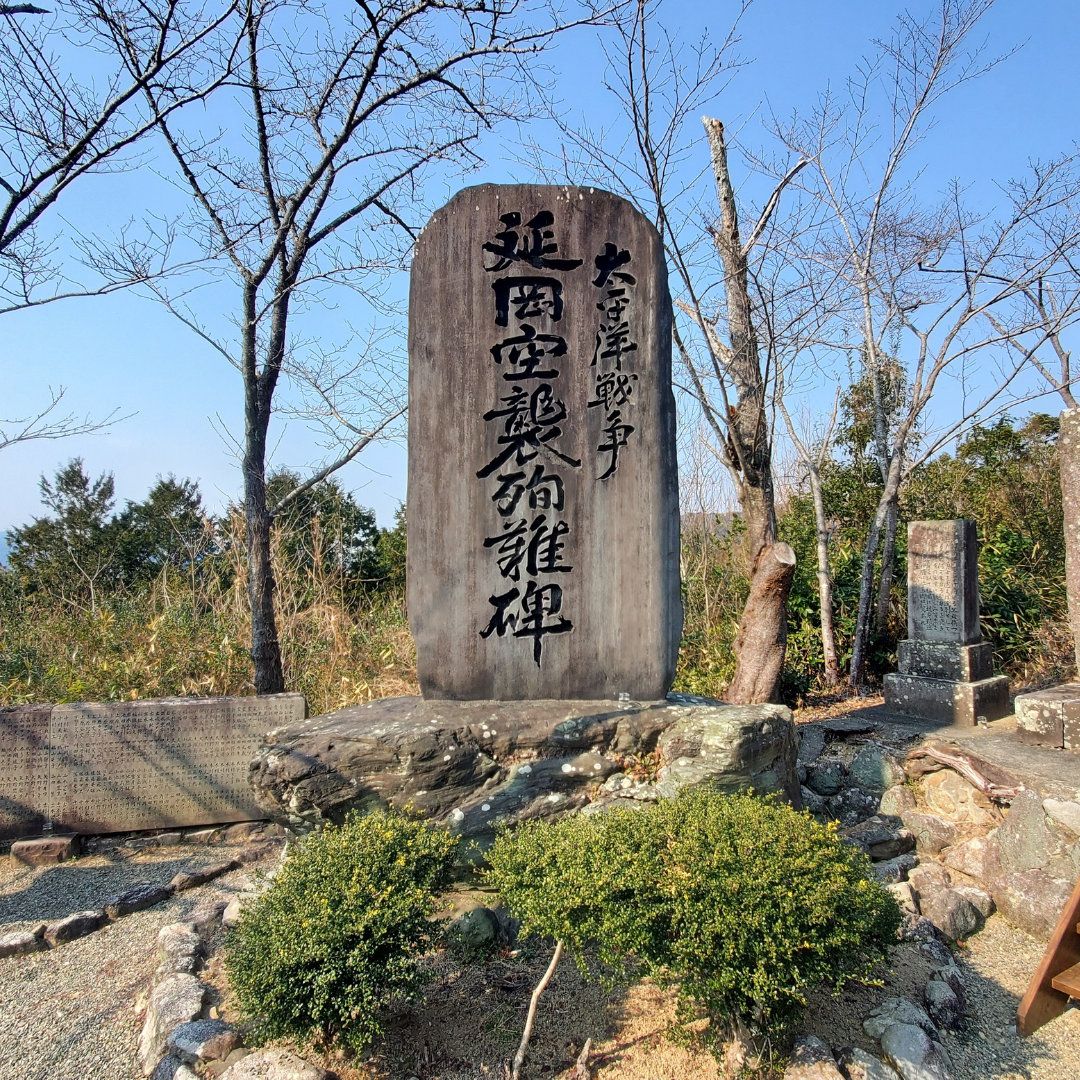
延岡空襲殉難碑
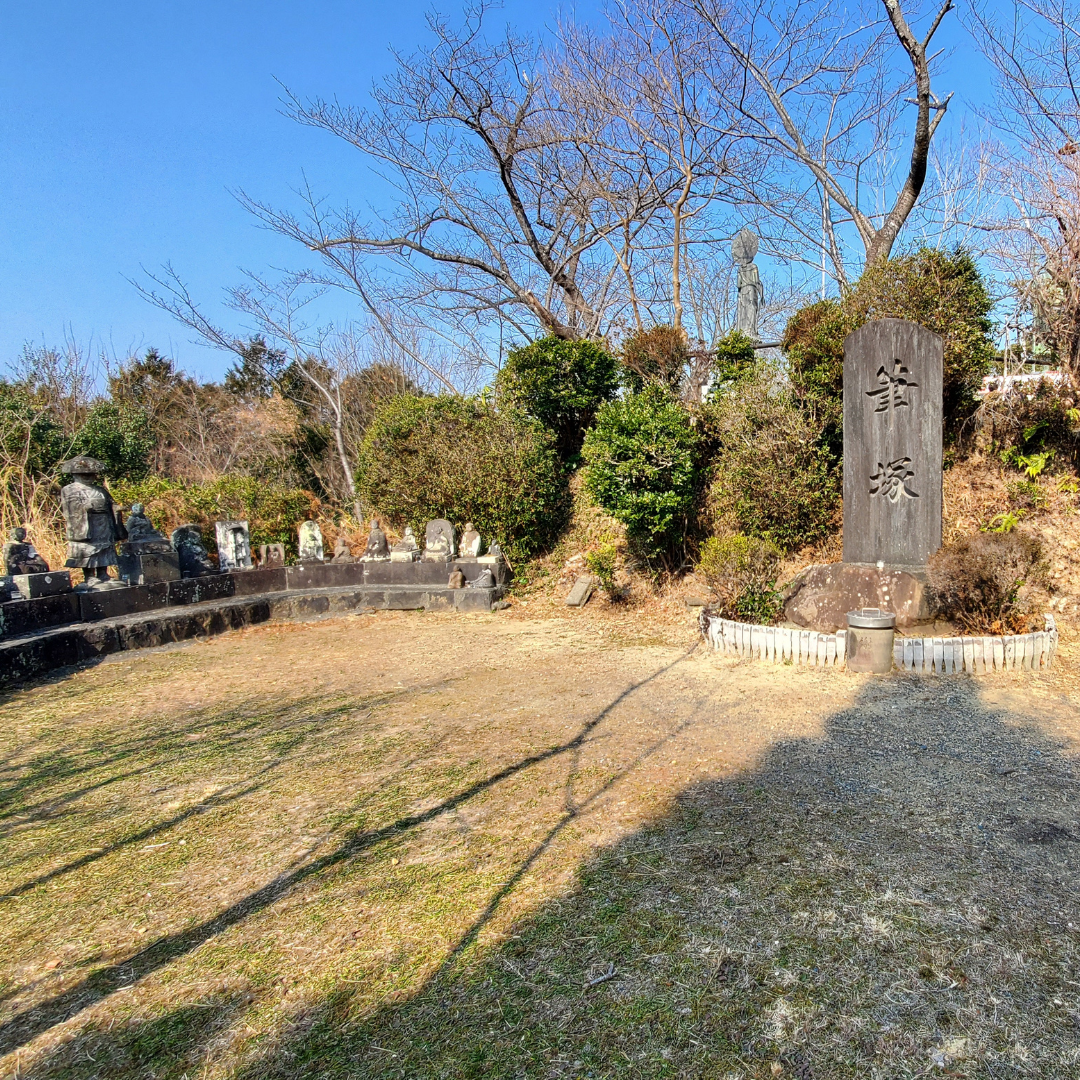
筆塚
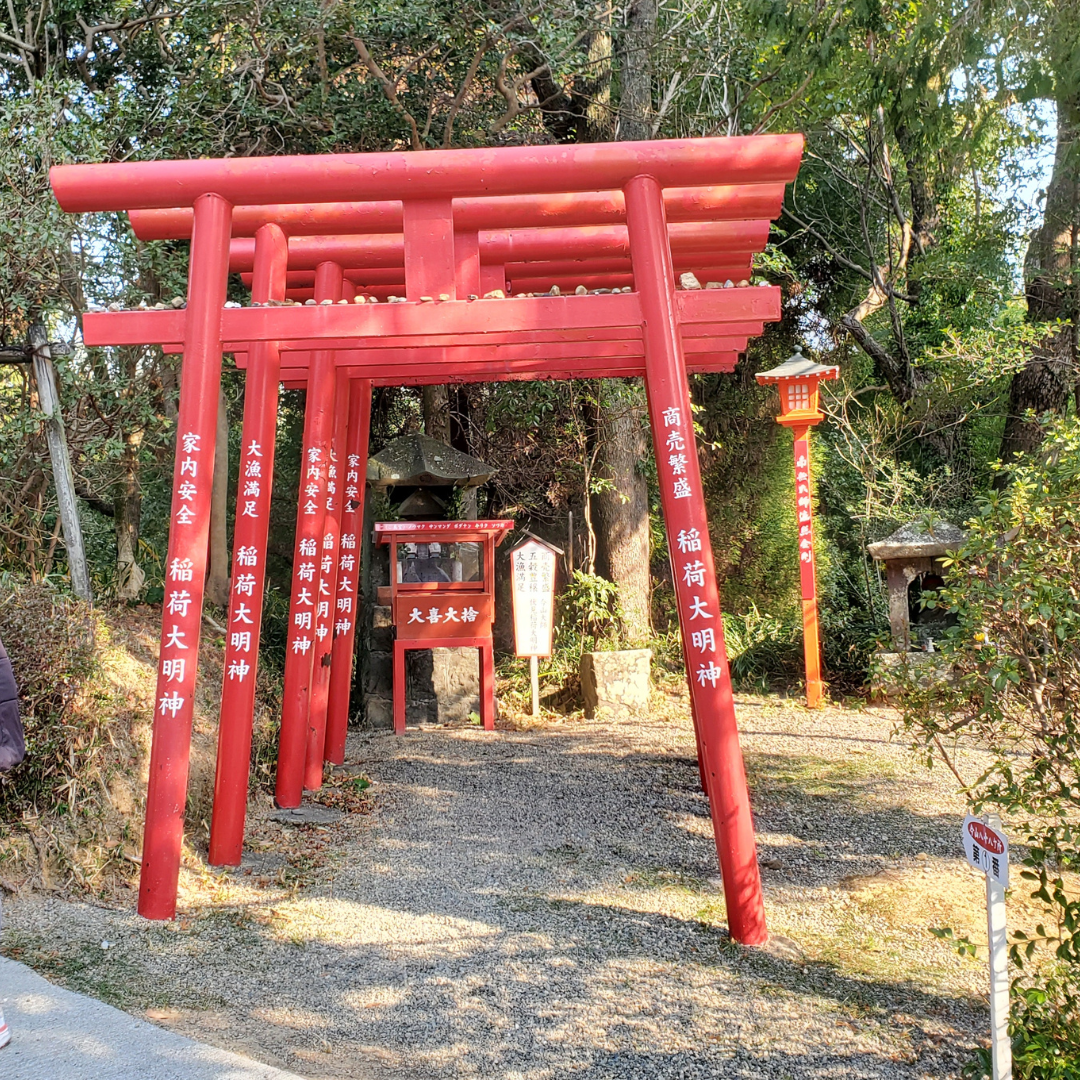
今山伏見稲荷大明神
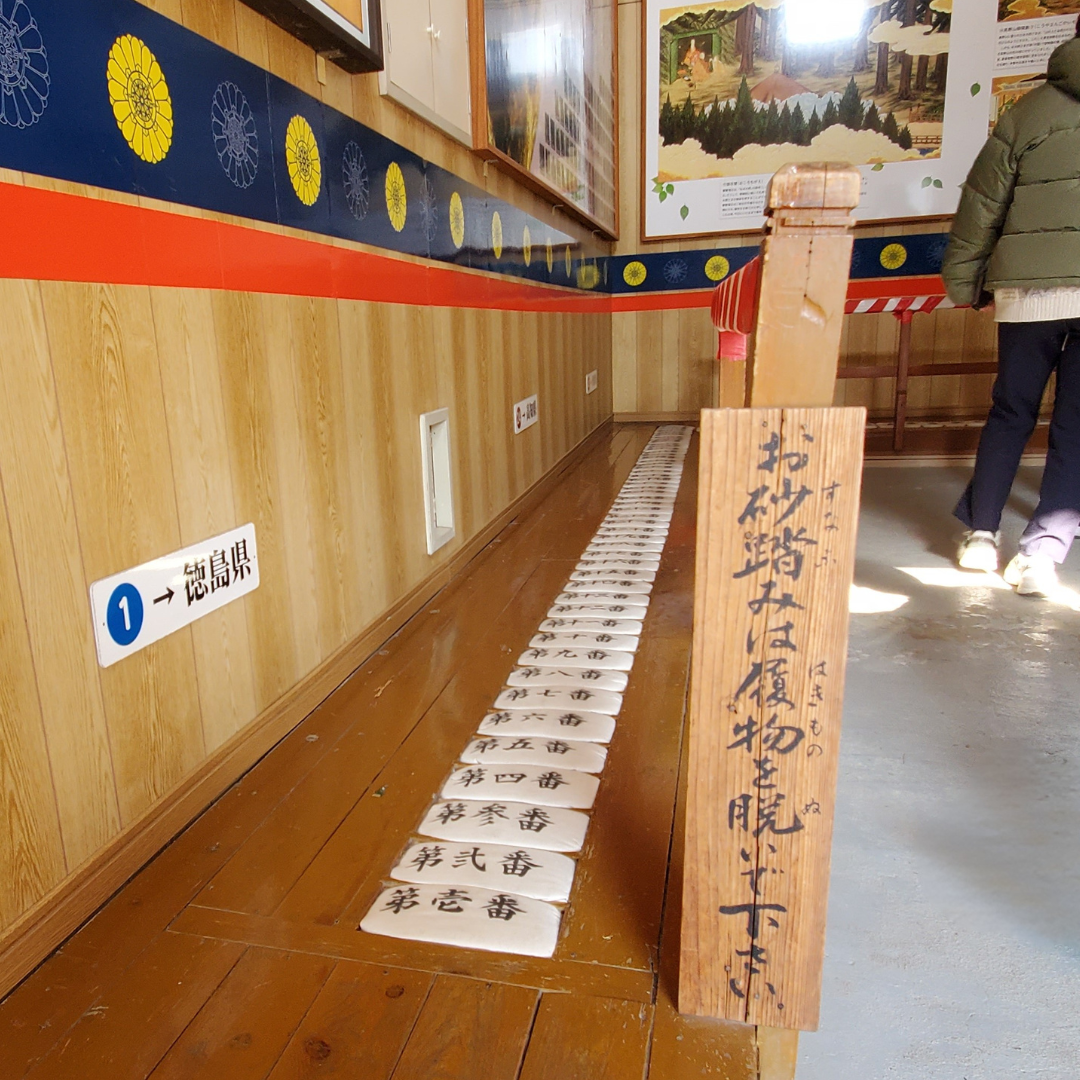
大師像下お砂踏み
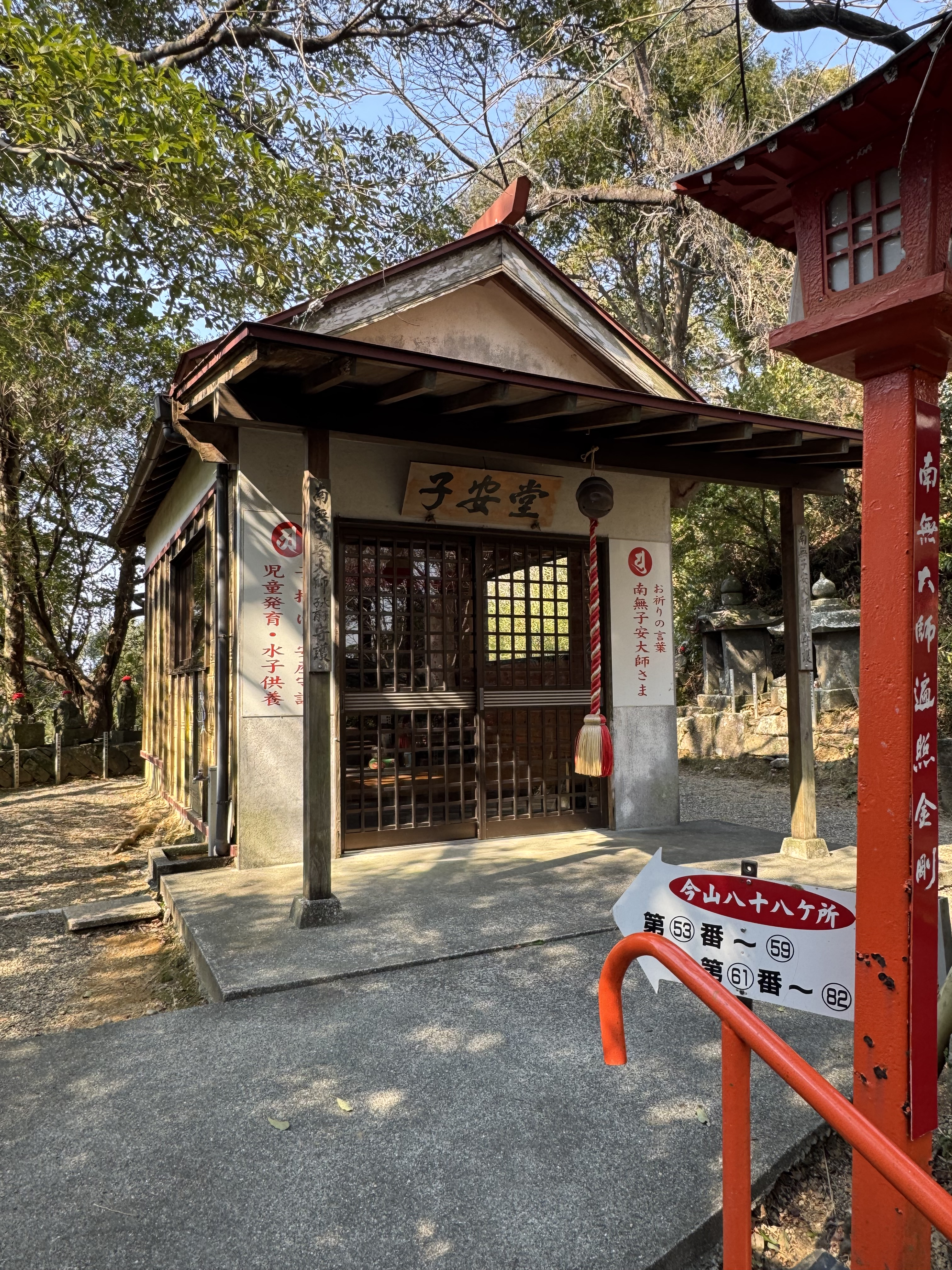
子安大師堂
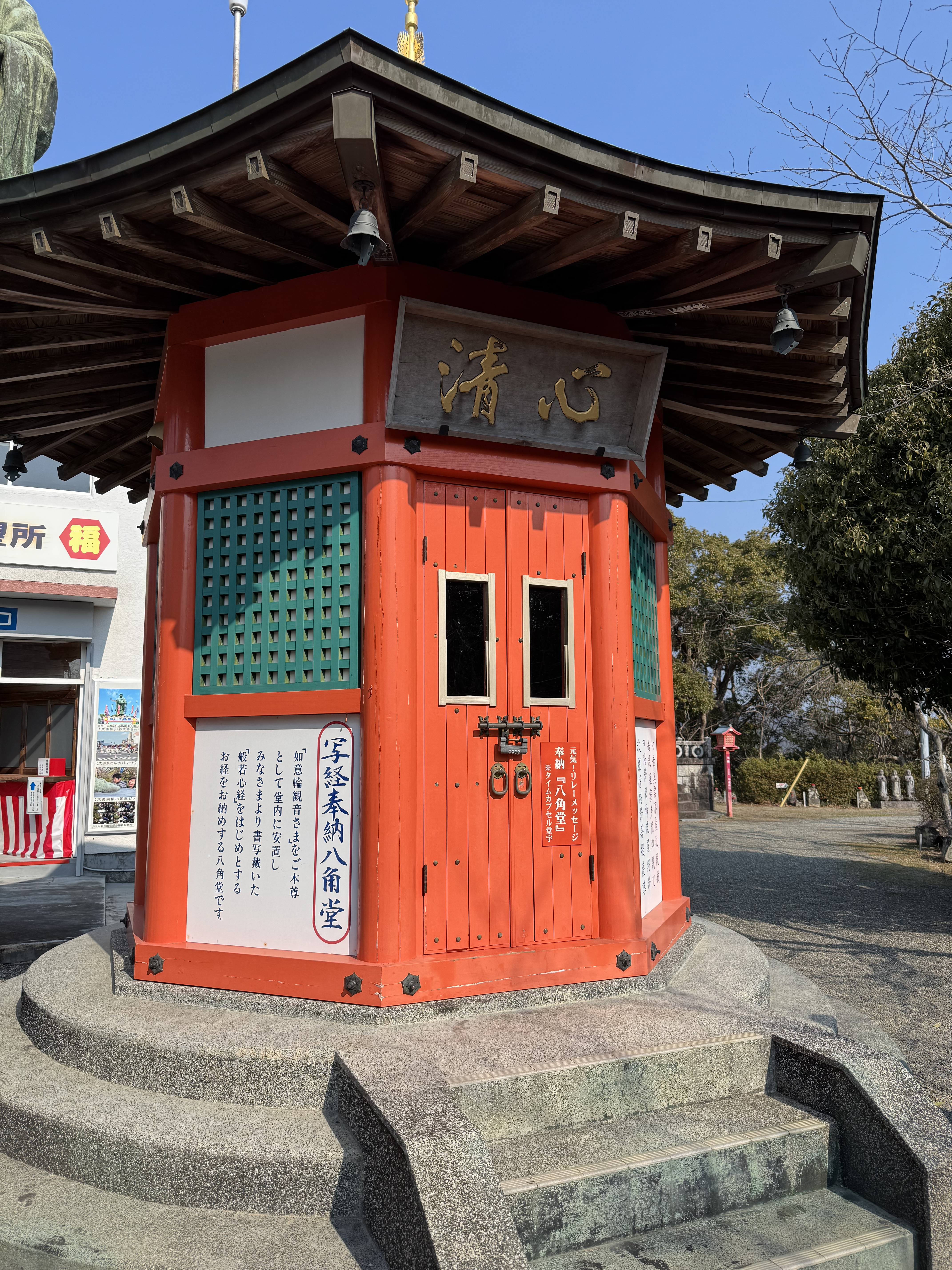
お写経奉納八角堂

## 境内

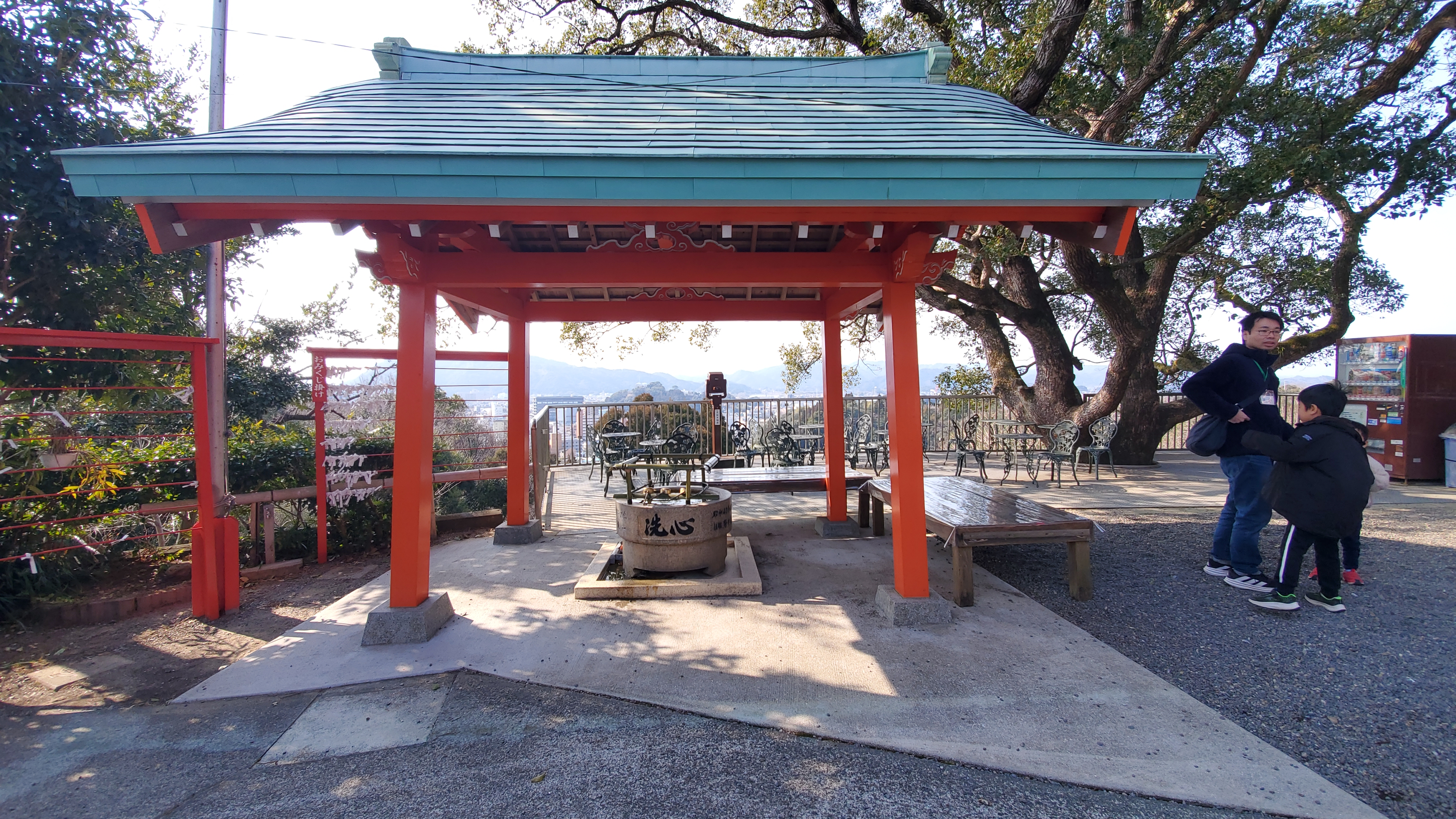
今山大師手水

延岡駅の西側の標高約60 mの今山の山上にある。弘法大師の木像を安置した本堂の横を通って奥に進むと高さ約10 m（台座を含めると17 m）の青銅像がある。本堂から青銅像までの参道の左右には多くの石碑や石仏が並ぶ。

## アクセス
JR九州延岡駅より車で5分。徒歩15分。

## 関連文献
- 石川恒太郎 著、宮崎放送 編『日向ものしり帳』宮崎放送、1970年5月。NDLJP:9769092。
- 郷土史婦人学級まがたま会『県北のお寺さん』2002年11月。